# NIKI (chanteuse)
NIKI, de son vrai nom Nicole Zefanya, née le 24 janvier 1999 à Jakarta, est une chanteuse, compositrice et productrice de musique indonésienne.

## Jeunesse et carrière
Nicole Zefanya, naît le 24 janvier 1999 et grandit à Jakarta, en Indonésie. Elle grandit en écoutant le R&B des années 1990 comme Destiny's Child et Aaliyah sur les conseils de sa mère. Elle va à l'école Pelita Harapan en Indonésie. Durant sa scolarité, elle gagne en popularité avec ses reprises et ses chansons originales sur YouTube, gagnant plus de 40 000 abonnés. Elle a supprimé toutes ses vidéos précédentes, mais certaines de ses anciennes chansons peuvent toujours être trouvées en ligne.
NIKI sort indépendamment les chansons Polaroid Boy et Anaheim, respectivement en 2016 et 2017. En 2017, Zefanya déménage à Nashville et étudie la musique à l'université de Lipscomb. C'est à cette époque qu'elle lance See U Never et I Like U, produit par la société américaine 88rising (en). Elle sort la chanson Vintage le 2 mai 2018, premier single de son premier EP. Le 23 mai 2018, Zefanya sort son premier EP, intitulé Zephyr.

## Discographie

### Albums
| Titre                                                | Détails de l'album                                                                         |
| ---------------------------------------------------- | ------------------------------------------------------------------------------------------ |
| NIKI Acoustic Sessions: Head In The Clouds II (2019) | - Date de sortie : 11 août 2019 - Label : 88rising Records, 12Tone Music                   |
| Zephyr (2018)                                        | - Date de sortie : 23 mai 2018 - Label : 88rising Music, 12Tone Music, Empire Distribution |
| Wanna take this downtown? (2019)                     | - Date de sortie : 17 mai 2019 - Label : 88rising Music, 12Tone Music                      |

### Singles
| Titre                  | Détails de Single |
| ---------------------- | --- |
| Switchblade (2020)     | - Date de sortie : 2 avril 2020 - Label : 88rising Records, 12Tone Music                                                                     |
| Indigo (2019)          | - Date de sortie : 13 août 2019 - Label : 88rising Records, 12Tone Music                                                                     |
| Sugarplum Elegy (2019) | - Date de sortie : 6 décembre 2019 (Plateforme numérique) - Publiée sur Youtube le 13 décembre 2018 - Label : 88rising Records, 12Tone Music |
| Chilly (2017)          | - Date de sortie : 18 décembre 2017 - Label : 88rising Records, 12Tone Music                                                                 |
| I LIke You (2017)      | - Date de sortie : 27 septembre 2017 - Label : 88rising Records, 12Tone Music                                                                |
| See U Never (2017)     | - Date de sortie : 11 juillet 2017 - Label : 88rising Records, 12Tone Music                                                                  |

### Collaborations
| Titre                       | Année | Album                                                   |
| --------------------------- | ----- | ------------------------------------------------------- |
| Strange Land                | 2019  | Head in The Clouds II (Album collaborative de 88rising) |
| Shouldn't Couldn't Wouldn't | 2019  | Head in The Clouds II (Album collaborative de 88rising) |
| Little Prince               | 2018  | Amen                                                    |
| La Cienega                  | 2018  | Head in The Clouds (Album collaborative de 88rising)    |
| Plans                       | 2018  | Head in The Clouds (Album collaborative de 88rising)    |
| Poolside Manor              | 2018  | Head in The Clouds (Album collaborative de 88rising)    |
| I Want In                   | 2018  | Head in The Clouds (Album collaborative de 88rising)    |

## Tournées
Elle a participé à plusieurs tournées pour lesquelles elle a fait les premières parties :
- Taylor Swift - The Red Tour (à Jakarta) (2014)
- Rich Brian - Australia & New Zealand Tour (2018)
- Halsey - Hopeless Fountain Kingdom Tour (en Asie) (2018)